# Список глав Ярославской и Ростовской епархии
Список глав Ярославской и Ростовской епархии

## Ростовская епархия
- Феодор I (990/992 — ок. 1023)
- Иларион (990-е)
- Леонтий Ростовский (не позже 1051 — не позже 1077)
- Исаия (1078—1090)
- Ефрем (1090—1147)
- Нестор (1147—1156)
- Леон (1157—1162)
- Феодор II (1162—1169)
- Леонтий II (1172—1185)
- Николай (упом. ок. 1185)
- Лука (11 марта 1185 — 10 ноября 1189)
- Иоанн I (23 января 1190—1214)
- Пахомий (1214—1216)
- Кирилл I (1216 — 16 сентября 1229)
- Кирилл II (1230 — 21 мая 1262)
- Игнатий I (19 сентября 1262—1278; 1278 — 28 мая 1288)
- Дионисий (1278)
- Тарасий (1288—1295)
- Симеон (1295—1311)
- Прохор (1311 — 7 сентября 1328)
- Антоний (1328—1336)
- Гавриил (1336—1346)
- Иоанн II (1346—1356)
- Игнатий II (1356—1364)
- Петр (1364—1365)
- Арсений (1374—1380)
- Матфей Грек (упом. 1382—1385)
- Иаков (1386—1390)
- Феодор III (1390 — 28 ноября 1395)
- Григорий Премудрый (29 марта 1396 — 3 мая 1416)
- Дионисий Грек (12 июля 1418 — 18 октября 1425)
- Ефрем (13 апреля 1427 — 29 марта 1454)
- Феодосий (Бывальцев) (июнь 1454 — 3 мая 1461)
- Трифон (13 мая 1462 — 6 августа 1467)
- Вассиан (Рыло) (13 декабря 1467 — 23 марта 1481)
- Иоасаф (Оболенский) (22 июля 1481—1488)
- Тихон (Малышкин) (15 января 1489 — январь 1503)
- Вассиан (Санин) (15 января 1506 — 28 октября 1515)
- Иоанн (9 февраля 1520 — 12 мая 1525)
- Кирилл III (4.III.1526 - 1538)
- Досифей ??.III.1539-14.VIII.1542
- Алексий 25.II.1543-1548
- Никандр 17.III.1549-25.IX.1566
- Корнилий 19.I.1567-упом. 1574
- Иона (1574—1576) на епархии не был
- Авраамий (упом. 1577)
- Давид 1578—1583
- Евфимий 1583-??.XII.1585
- Иов 9.I-11.XII.1586
- Варлаам (Рогов) (январь 1586 — 25.III.1603)
- Иона (Думин) 1603—1604
- Кирилл (Завидов) 18.III.1605-??.IV.1606
- Филарет (Романов) ??.V.1606-22.VI.1619
  - Кирилл (Завидов) (временно управляющий) 1611—1616
- Варлаам (Старорушин) 1619-9.VII.1652
- Иона Сысоевич 22.VIII.1652-20.XII.1690
- Иоасаф (Лазаревич) 5.VII.1691-10.XI.1701
- Димитрий (Туптало) 4.I.1702-28.X.1709
- Досифей (Глебов) 17.VI.1711-19.II.1718
- Георгий (Дашков) 13.VII.1718-28.XII.1730
- Иоаким 13.IV.1731-25.XII.1741
- Арсений (Мацеевич) 13.V.1742-14.IV.1763
- Афанасий (Волховский) 26.V.1763-15.II.1776
- Самуил (Миславский) 17.III.1776-22.IX.1783

## Ярославская епархия
- Арсений (Верещагин) 22.IX.1783-23.XII.1799
- Павел (Пономарев) 26.XII.1799-19.III.1806
- Антоний (Знаменский) 25.V.1806-12.VII.1820
- Филарет (Дроздов) 26.IX.1820-3.VII.1821
- Симеон (Крылов-Платонов) 3.VII.1821-28.III.1824
- Авраам (Шумилин) 7.V.1824-3.IX.1836
- Филарет (Амфитеатров) 19.IX.1836-18.IV.1837
- Евгений (Казанцев) 9.V.1837-24.XII.1853
- Нил (Исакович) 24.XII.1853-21.VI.1874
- Димитрий (Муретов) 2.X.1874-26.IV.1876
- Леонид (Краснопевков) 15.V-15.XII.1876
- Ионафан (Руднев) 28.II.1877-26.XI.1903
- Сергий (Ланин) 5.XII.1903-5.VIII.1904
- Иаков (Пятницкий) 12.VIII.1904-25.I.1907
- Тихон (Беллавин) 25.I.1907-22.XII.1913
- Агафангел (Преображенский) 22.XII.1913-16.X.1928
  - Иосиф (Петровых) (временно управляющий) 1923—1926
- Павел (Борисовский) (21 января 1929 — 6 октября 1938)
  - 1938—1942 — кафедра вдовствовала
- Иоанн (Соколов) 1.VIII.1942-12.II.1944
- Алексий (Сергеев) ??.V.1944-13.I.1947
- Димитрий (Градусов) 13.I.1947-31.VII.1954
  - Борис (Вик) (временно управляющий 31.VII.1954-29.X.1954)
  - Исаия (Ковалев) (епископ Угличский, временно управляющий 15.XI.1954-8.X.1960)
- Никодим (Ротов) 23.XI.1960-4.VIII.1963
- Леонид (Поляков) 4.VIII.1963-20.V.1964
- Сергий (Ларин) 20.V.1964-12.IX.1967
- Иоанн (Вендланд) (7.X.1967-26.XII.1984)
- Платон (Удовенко) (26.XII.1984-2.XI.1993)
  - Александр (Могилёв) (временно управляющий 2.XI-17.XII.1993)
- Михей (Хархаров) (17.XII.1993-7.X.2002)
- Кирилл (Наконечный) (7.X.2002-27.VII.2011)
- Пантелеимон (Долганов) (27.VII.2011-26.XII.2019)
- Вадим (Лазебный) (с 26.XII.2019)